# James Roe jr.
James Roe jr. (Naas, 11 oktober 1998) is een Iers autocoureur.

## Autosportcarrière
Roe begon zijn autosportcarrière in 2014 in het Ierse Ginetta Junior-kampioenschap, waarin hij in 2015 tweede werd. In 2016 en 2017 nam hij deel aan diverse Formule Ford-kampioenschappen op de Britse eilanden, waarbij hij in 2017 een aantal overwinningen behaalde. Aan het eind van 2016 maakte hij tevens zijn Formule 4-debuut in het Verenigde Arabische Emiraten Formule 4-kampioenschap, waarin hij in de eerste twee raceweekenden voor Rasgaira Motorsports uitkwam. Hij behaalde een podiumfinish op het Dubai Autodrome.
In 2018 ging Roe in de Verenigde Staten racen en debuteerde hij in de F2000 Championship Series bij ArmsUp Motorsports. Hij won drie races en werd met 414 punten tweede in de eindstand. Daarnaast reed hij voor Swan-RJB Motorsports in twee races van de U.S. F2000 op de Indianapolis Motor Speedway, die hij als twaalfde en vijfde finishte.
In 2019 debuteerde Roe in het Amerikaanse Formule 3-kampioenschap, waarin hij uitkwam voor het team Global Racing Group. Hij won een race op Road America, maar stond in de rest van het seizoen niet meer op het podium. Met 147 punten werd hij vijfde in het eindklassement.
In 2020 stapte Roe over naar het Formula Regional Americas Championship, waarin hij zijn samenwerking met Global Racing voortzette. Hij behaalde zijn beste resultaat met een vierde plaats op de Sebring International Raceway. Met 92 punten eindigde hij als zevende in deze klasse.
In 2021 debuteerde Roe in het Indy Pro 2000 Championship bij het team Turn 3 Motorsport. Hij behaalde een overwinning in de seizoensfinale op de Mid-Ohio Sports Car Course, zijn enige podiumfinish van het seizoen. Met 241 punten werd hij zevende in het kampioenschap.
In 2022 stapt Roe over naar de Indy Lights, waarin hij uitkomt voor het team TJ Speed Motorsports.